# Röde en Båräng
Röde en Båräng (Zweeds: Röde och Båräng) is een småort in de gemeente Sundsvall in het landschap Medelpad en de provincie Västernorrlands län in Zweden. Het småort heeft 193 inwoners (2005) en een oppervlakte van 30 hectare. Eigenlijk bestaat het småort uit twee plaatsen: Röde en Båräng. Het småort ligt aan de westkant van het eiland Alnön.